# Barry Eisler
Pour les articles homonymes, voir Eisler.
 Barry Eisler est un auteur américain de thriller. Il est notamment connu pour sa série sur le tueur à gages John Rain.

## Biographie
Après des études de droit à la Cornell Law School, Barry Eisler a travaillé pour la CIA. En 1992, il quitte l'Agence pour exercer en tant qu'avocat aux États-Unis et au Japon. 
En 2004, à la suite du succès de son premier roman La Chute de John R, il décide de se consacrer à l'écriture.
Passionné par les arts martiaux, il est ceinture noire de judo.

## Œuvre

### SérieJohn Rain
1. La Chute de John R, Belfond, 2003 ((en) Rain Fall, 2002), traduit par Elisabeth Luc.
2. Tokyo Blues, Belfond, 2005 ((en) Hard Rain, 2003), traduit par Pascale Haas.
3. Macao Blues, Belfond, 2006 ((en) Rain Storm, 2004)Prix Gumshoe 2005 et prix Barry 2005 traduit par Pascale Haas.
4. Une traque impitoyable, Belfond, 2007 ((en) Killing Rain, 2005), traduit par Pascale Haas.
5. Le Dernier Assassin, Belfond, 2008 ((en) The Last Assassin, 2007), traduit par Pascale Haas.
6. (en) Requiem for an Assassin, 2008
7. (en) The Detachment, 2011
8. (en) Graveyard of Memories, 2014

### SérieBen Treven
- Connexion fatale, Belfond, 2010 ((en) Fault Line, 2009), traduit par Pierre Reignier.
- (en) Inside out, 2010

### SérieLivia Lone
- Livia Lone, Amazon Crossing, 2017 ((en) Livia Lone, Thomas & Mercer, 2016), trad. Marie Chabin
- Les corps se vendent la nuit, Thomas & Mercer, 2020 ((en) The night trade, Thomas & Mercer, 2018), trad. Marie Chabin
- Le pacte des tueurs, Thomas & Mercer, 2020 ((en) The killer collective, Thomas & Mercer, 2019), trad. Marie Chabin
- Vieux démons, Amazon Crossing, 2022 ((en) All the devils, Thomas & Mercer, 2019), trad. Marie Chabin
- (en) The Chaos Kind, Thomas & Mercer, 2021

### SérieDox
- Amok (2022)

### Autres romans
- London Twist (2013)
- The God’s Eye View (2016)
- The Killer Collective (2019), Le Pacte des Tueurs (Thomas & Mercer, 2020), traduit par Marie Chabin.
- The Chaos Kind (2021)

### Nouvelles
- Paris la garce, Amazon, 2012 ((en) Paris is a Bitch, 2011)Cette nouvelle met en scène John Rain.
- La Côte perdue, Amazon, 2012 ((en) The Lost Coast, 2011)
- La Cible khmère : Une aventure de Dox, Amazon, 2012 ((en) The Khmer Kill: A Dox Short Story, 2012)

## Adaptation cinématographique
- Rain Fall (2009), réalisé par Max Mannix